# Wake Up, Girls!
Wake Up, Girls! est une série d'animation japonaise produite par les studios Ordet et Tatsunoko Production et réalisée par Yutaka Yamamoto. Un film intitulé Wake Up, Girls! - Seven Idols (Wake Up, Girls! 七人のアイドル, Wake Up, Girls! Shichi-nin no Idol) servant de préquelle à la série télévisée a été diffusé au Japon le 10 janvier 2014, et la série télévisée commença sa diffusion le jour suivant. Un second film d'animation en deux parties est sorti fin 2015. Une seconde saison télévisée est diffusée depuis octobre 2017. Dans les pays francophones, la série et le film sont disponibles en streaming sur Crunchyroll.
Wake Up, Girls! est aussi un groupe d'idoles japonaises constitué des doubleuses de la série éponyme, et produit par Avex, sous le label DIVE II entertainment, et l'agence 81 Produce.

## Synopsis
Green Leaves Entertainment est une petite société de production dans la ville de Sendai, sur le point de faire faillite. L'agence a produit autrefois des magiciens, des photo idols, des voyants, et d'autres artistes. Mais leur dernier client a finalement démissionné. L'entreprise en difficulté, la présidente Tange a l'idée de produire un groupe de jeunes idols, le manager Matsuda, pas très enthousiasmé par cette idée, part à la recherche de nouveaux talents.

## Personnages

### Wake Up, Girls!
| Nom du membre                                | Surnom  | Date de naissance (âge) | Année scolaire      | Taille | Poids | Groupe sanguin | Couleur / Mascotte | Remarque                                               |
| -------------------------------------------- | ------- | ----------------------- | ------------------- | ------ | ----- | -------------- | ------------------ | ------------------------------------------------------ |
| Mayu Shimada (島田 真夢, Shimada Mayu)       | Mayushi | 7/11/97 (15 ans)        | 1re année de lycée  | 159 cm | 46 kg | O              | Lion               | Meneuse des WUG et ancienne meneuse du groupe I-1 Club |
| Airi Hayashida (林田 藍里, Hayashida Airi)   | Ai-chan | 19/1/98 (15 ans)        | 1re année de lycée  | 155 cm | 45 kg | O              | Requin             | Camarade de classe de Mayu                             |
| Minami Katayama (片山 実波, Katayama Minami) | Minyami | 22/1/99 (14 ans)        | 3e année de collège | 150 cm | 40 kg | A              | Tigre              |                                                        |
| Yoshino Nanase (七瀬 佳乃, Nanase Yoshino)   | Yoppii  | 15/5/97 (16 ans)        | 1re année de lycée  | 159 cm | 44 kg | A              | Ours blanc         | Mannequin, leader des WUG                              |
| Nanami Hisami (久海 菜々美, Hisami Nanami)   | Nanamin | 19/7/99 (13 ans)        | 2e année de collège | 148 cm | 39 kg | A              | Loup               | Fan de la revue Hikarizuka                             |
| Kaya Kikuma (菊間 夏夜, Kikuma Kaya)         | Kayatan | 1/3/95 (18 ans)         | 3e année de lycée   | 164 cm | 50 kg | A              | Crocodile          | Sub-leader des WUG                                     |
| Miyu Okamoto (岡本 未夕, Okamoto Miyu)       | Myuu    | 8/9/95 (17 ans)         | 3e année de lycée   | 162 cm | 48 kg | O              | Aigle              | Serveuse dans un Maid café                             |

### Run Girls, Run!
Otome Morishima (守島 音芽, Morishima Otome)Surnom Mocchi. Leader.
Ayumi Hayashi (速志 歩, Hayashi Ayumi)Surnom Hayamaru.
Itsuka Atsugi (阿津木 いつか, Atsugi Itsuka)Surnom Atsu ou Acchan.

### I-1 Club
| Nom du membre                                   | Surnom    | Date de naissance (âge) | Année scolaire        | Taille | Poids | Groupe sanguin | Génération | Remarque                                                |
| ----------------------------------------------- | --------- | ----------------------- | --------------------- | ------ | ----- | -------------- | ---------- | ------------------------------------------------------- |
| Shiho Iwasaki (岩崎志保, Iwasaki Shiho)         | Shihocchi | 11/6/96 (17 ans)        | 2e année de lycée     | 163 cm | 45 kg | O              | 1re        | Meneuse actuelle du I-1 Club. Ancienne rivale de Mayu.  |
| Mai Kondō (近藤麻衣, Kondō Mai)                 | Maimai    | 26/11/92 (20 ans)       | Diplômée              | 168 cm | 48 kg | B              | 1re        | Capitaine du I-1 Club.                                  |
| Megumi Yoshikawa (吉川愛, Yoshikawa Megumi)     | Yoshimegu | 8/6/97 (16 ans)         | 1re année de lycée    | 155 cm | 40 kg | A              | 1re        | Très bonne amie de Mayu, elles sont restées en contact. |
| Nanoka Aizawa (相沢菜野花, Aizawa Nanoka)       | Nanokasu  | 11/8/93 (19 ans)        | 2e année d'université | 160 cm | 42 kg | AB             | 2e         | Elle porte des lunettes.                                |
| Moka Suzuki (鈴木萌歌, Suzuki Moka)             | Moka      | 9/8/99 (13 ans)         | 2e année de collège   | 146 cm | 35 kg | O              | 4e         | Actuelle rivale de Shiho                                |
| Rena Suzuki (鈴木玲奈, Suzuki Rena)             | Renren    | 2/1/93 (20 ans)         | Diplômée              | 162 cm | 44 kg | B              | 2e         |                                                         |
| Tina Kobayakawa (小早川ティナ, Kobayakawa Tina) | Tiina     | 9/7/95 (18 ans)         | 3e année de lycée     | 165 cm | 49 kg | A              | 3e         |                                                         |

Serika Kurokawa (黒川芹香, Kurokawa Serika)Membre de la 1re génération du groupe et meilleure amie de Mayu. Elle fut écartée du groupe pour n'avoir pas respecté les règles, ce qui a provoqué un conflit entre Mayu et le producteur. C'est la raison du départ de Mayu. Serika apparait dans l'épisode 9.
Rika Takashina (高科里佳, Takashina Rika)Membre de la 5e génération du groupe. Elle est la protagoniste du manga dérivé de la série "Little Challenger: Wake Up, Girls! - side I-1 Club". Elle apparaît dans le film "Wake Up,Girls! Beyond the Bottom", elle remplacera Shiho après son départ. Elle a 17 ans.
NEXT STORM (ネクストストーム)Sous-groupe, affilié au I-1 Club, constitué de Shiho Iwasaki et de 3 autres filles du I-3 : Aya Mizuta (水田綾, Mizuta Aya), Noa Morina (森名能亜, Morina Noa), Hinako Fujisaki (藤崎日向子, Fujisaki Hinako). Après que Shiho ait perdu sa place de meneuse au profit de Moka, elle fut envoyée a Hakata pour former un nouveau groupe avec de jeunes recrues. Elles apparaissent dans le film "Wake Up,Girls! Beyond the Bottom".

### Autres personnages
Kōhei Matsuda (松田 耕平, Matsuda Kōhei)Manager des WUG. Il occupe cette fonction depuis 1 ans et 3 mois au sein de Green Leaves Entertainment. Il est chargé par sa patronne, Tange, de recruter des jeunes filles pour former un groupe d'idol. Par la suite, il essaiera, tant bien que mal, de s'occuper des filles.
Junko Tange (丹下 順子, Tange Junko)Productrice des WUG. Après que son dernier client ait démissionné, elle a eu l'idée de lancer un groupe d'idol à Sendai. Elle considère son subordonné Matsuda comme incompétent, et n'arrêtera pas de le ridiculiser.
TwinkleDuo de chanteuses, composé de Karina et Anna. Elles ont anciennement travaillé pour Green Leaves Entertainment. Ce sont elles qui ont écrit et composé les premières chansons du groupe.
Kuniyoshi Ōta  (大田邦良, Ōta Kuniyoshi)C'est un ancien fan du groupe I-1 club vivant à Sendai. Il fut surpris de voir le nom de Mayu Shimada sur un prospectus des WUG. Il demanda un rappel à la fin de leur première représentation et décidera par la suite de soutenir Mayushi dans sa nouvelle carrière.
Tōru Shiraki (白木徹, Shiraki Tōru)Producteur et manager général du I-1 Club. Il est très strict et intransigeant.
Tasuku Hayasaka  (早坂相, Hayasaka Tasuku)Célèbre producteur qui a contribué à la notoriété du I-1 Club. Ayant détecté un potentiel chez les WUG, il proposa ses services. Il imposa aux filles un planning d'entrainement très chargé. Il leur a écrit plusieurs chansons.
Oga Namahage-zuGroupe d'idol composé de trois membres - Saki Kinumiya (絹宮サキ, Kunimiya Saki), Yoko Rokudai (六代陽子, Rokudai Yoko) et Yui Kazayama (風山唯, Kazayama Yui). Elles apparaissent dans l'épisodes 10 et dans le second film "Wake Up,Girls! Beyond the Bottom".
Carlos Kamoda (カルロス鴨田)Producteur travaillant chez Bvex. Il signe avec les WUG un contrat d'un an leur permettant d'avoir un impact national. Après l’échec du second single du groupe, il lui redonnera son autonomie.
Katsuko Satou (佐藤勝子, Satou Katsuko)Connue sous le nom de scène de Sapphire Reiko, elle a travaillé pour Green Leaves Entertainment. À la demande Tange, elle deviendra la nouvelle compositrice des WUG. Par le passé elle a été membre du groupe Saint 40 avec Tange.

## Anime
La production de la série télévisée a été annoncée en septembre 2012 par Avex Entertainment. Elle est réalisée par Yutaka Yamamoto avec un scénario de Touko Machida et des compositions de Satoru Kousaki. La série est diffusée depuis le 10 janvier 2014 sur TV Tokyo,. Les coffrets Blu-ray seront édités à partir du 28 mars 2014.
En novembre 2013, un film d'animation est également annoncé pour le 10 janvier 2014 dans les salles japonaises, soit le même jour que la série télévisée. En quatre jours, le film a généré 10 millions de yens. Le Blu-ray du film est prévu pour le 28 février 2014.
Hors du Japon, le film a été diffusé en simulcast dans plus de 108 pays, et la série est disponible en streaming légal sur Crunchyroll,.
Une série dérivée intitulée Wake Up, Girl ZOO! (うぇいくあっぷがーるZOO！) est diffusée sous forme d'original net animation depuis septembre 2014. Les épisodes sont produits par Ordet et Studio Moriken avec une réalisation et un scénario de Kenshirō Morii,. Crunchyroll propose également cette série en version originale sous-titrée en français.
Une suite sous forme de film d'animation est annoncé en décembre 2014. Le film est séparé en deux parties ; la première, Wake Up, Girls! Seishun no kage, est diffusée le 25 septembre 2015 et la seconde, Wake Up, Girls! Beyond the Bottom, le 11 décembre 2015,.
Une seconde saison intitulée Wake Up, Girls! Shinshô (Wake Up, Girls! Nouveau chapitre) a été diffusée à partir du 9 octobre 2017.

### Musique
Les CD des génériques de début et de fin sont commercialisés le 26 février 2014,.
| Générique | Épisodes | Début       | Fin                | Artiste         |
| Générique | Épisodes | Titre       | Titre              | Artiste         |
| --------- | -------- | ----------- | ------------------ | --------------- |
| Saison 1  | 1 – 2    | Tachiagare! | Kotonoha Aoba      | Wake Up, Girls! |
| Saison 1  | 3 – 12   | 7 Girls War | Kotonoha Aoba      | Wake Up, Girls! |
| Saison 2  | 1 - 13   | 7 Senses    | Shizuku no Kanmuri | Wake Up, Girls! |

| #               | Titre                                                            | Date de sortie   | Top Oricon | Remarques                                                            |
| --------------- | ---------------------------------------------------------------- | ---------------- | ---------- | -------------------------------------------------------------------- |
| Wake Up, Girls! |                                                                  |                  |            |                                                                      |
| 1               | 7 Girls War                                                      | 26 février 2014  | 18         | Thèmes de la saison 1 de l'anime                                     |
| 2               | Kotonoha Aoba (言の葉 青葉)                                      | 26 février 2014  | 19         | Thèmes de la saison 1 de l'anime                                     |
| 3               | Shōjo kōkyōkyoku (少女交響曲)                                    | 26 août 2015     | 31         | Thème du film "Seishun no Kage"                                      |
| 4               | Beyond the Bottom                                                | 9 décembre 2015  | 31         | Thème du film "Beyond the Bottom"                                    |
| 5               | Bokura no frontier (僕らのフロンティア)                          | 25 novembre 2016 | 39         | Thème de fin de l'anime Shakunetsu no Takkyū Musume                  |
| 6               | Koi? de Ai? de Bōkun desu! (恋?で愛?で暴君です!)                 | 24 mai 2017      | 27         | Thème de début de l'anime Renai Bōkun                                |
| 7               | 7 Senses                                                         | 29 novembre 2017 | 24         | Thèmes de la saison 2 de l'anime                                     |
| 8               | Shizuku no Kanmuri (雫の冠)                                      | 29 novembre 2017 | 26         | Thèmes de la saison 2 de l'anime                                     |
| 9               | Sukino Skill (スキノスキル)                                      | 28 février 2018  | 26         | Thème de fin de l'anime Death March to The Parallel World Rhapsody   |
| I-1 Club        |                                                                  |                  |            |                                                                      |
| 1               | Little Challenger (リトル・チャレンジャー)                       | 26 mars 2014     | 22         |                                                                      |
| 2               | Gokujō Smile (極上スマイル)                                      | 23 avril 2014    | 27         |                                                                      |
| 3               | Unmei no Megami (運命の女神)                                     | 11 novembre 2015 | 29 (S)     | Édité en 2 versions : Team S (pour Shiho) & Team M (pour Moka)       |
| 3               | Unmei no Megami (運命の女神)                                     | 11 novembre 2015 | 32 (M)     | Édité en 2 versions : Team S (pour Shiho) & Team M (pour Moka)       |
| 4               | Resurrection (レザレクション) / Tomaranai Mirai (止まらない未来) | 13 janvier 2016  | 39         | Single du groupe NEXT STORM                                          |
| 5               | Kimi to Progress (君とプログレス) / Jewelry Wonderland           | 31 janvier 2018  | 79         |                                                                      |
| Run Girls, Run! |                                                                  |                  |            |                                                                      |
| 1               | Slide Ride (スライドライド)                                      | 28 février 2018  | 44         | Thème de début de l'anime Death March to The Parallel World Rhapsody |
| 2               | Kiratto Start (スキラッとスタート)                               | 2 mai 2018       | 39         | Thèmes de l'anime Kiratto Pri☆Chan                                   |
| 3               | Go! Up! Stardom! (Go! Up! スターダム！)                          | 31 octobre 2018  | 50         | Thèmes de l'anime Kiratto Pri☆Chan                                   |
| 4               | Break the Blue!! / never-ending!!                                | 6 février 2019   | 31         | Thème de l'anime Girly Air Force                                     |
| 5               | Diamond Smile (ダイヤモンドスマイル)                             | 29 mai 2019      | 51         | Thème de l'anime Kiratto Pri☆Chan                                    |
| 6               | Share the light                                                  | 27 novembre 2019 | 38         | Thème de l'anime Assassin's Pride                                    |
| 7               | Luminance Princess (ルミナンスプリンセス)                        | 16 décembre 2020 | 38         | Thèmes de l'anime Kiratto Pri☆Chan                                   |
| 8               | Dreaming Channel! (ドリーミング☆チャンネル！)                    | 19 mai 2021      | 40         | Thèmes de l'anime Kiratto Pri☆Chan                                   |

#### Albums
- Wake Up, Best! (18 mars 2015)
- Wake Up, Best! 2 (25 mars 2016)
- Wake Up, best! 3 (28 mars 2018)
- Wake Up, best! MEMORIAL (23 janvier 2019)
- Run Girls, World！(20 mai 2020)
- Get set, Go! (6 avril 2022) - mini-album

### Doublage

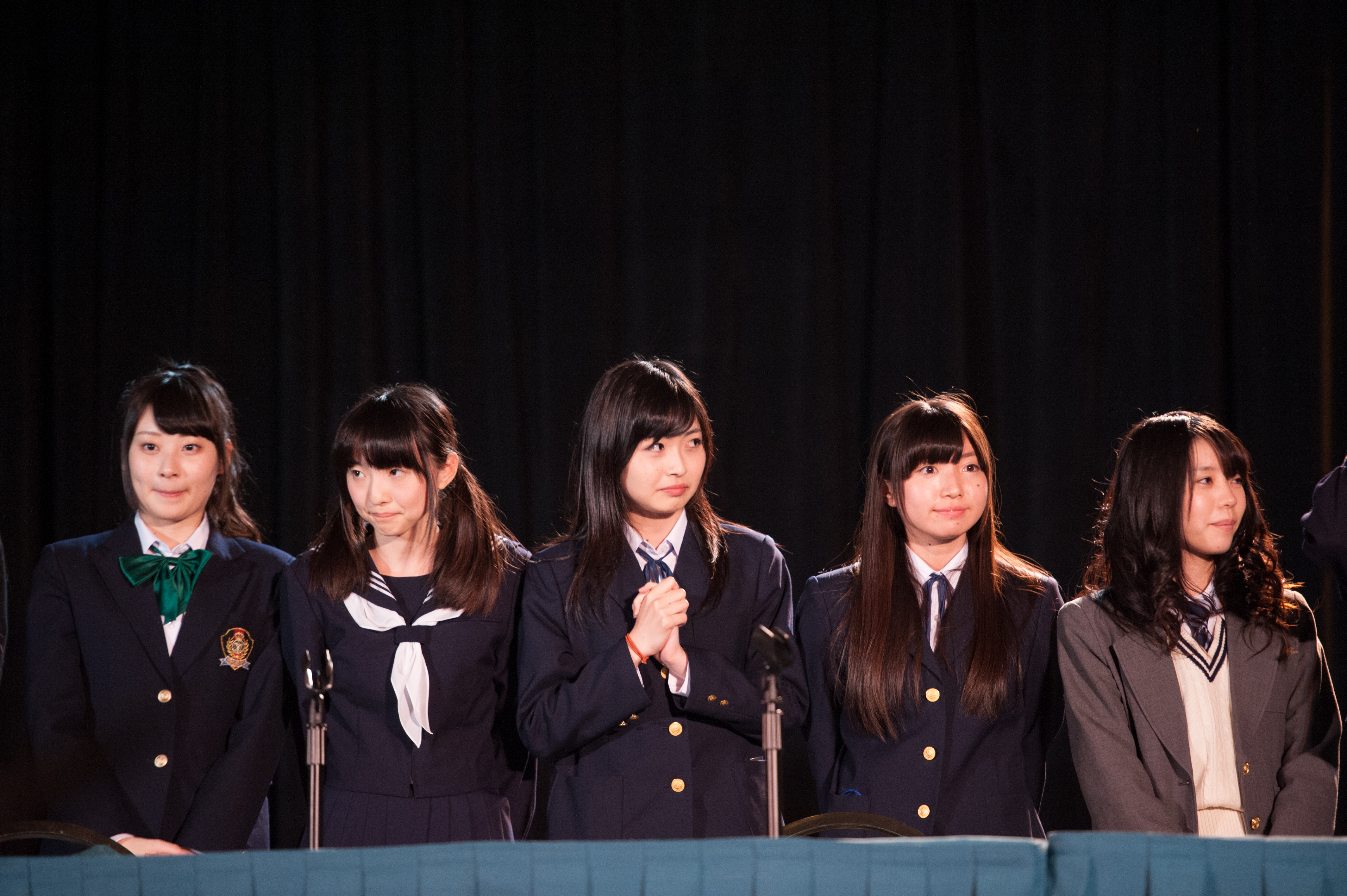
Une partie du casting au Anime Central 2014.

Un véritable groupe a été créé en 2013 avec les actrices de doublage, le groupe s'appelant également Wake Up, Girls! comme dans la série. Elles participent à des festivals, des émissions de radio et de télévision, et donnent également des concerts. Le 15 juin 2018, il a été annoncé que le groupe se séparerait après leur dernier concert le 8 mars 2019.
De même pour le groupe Run Girls, Run! qui fut créé en 2017 avec les trois actrices. Elles ont participé au Tokyo Idol Festival en 2018, 2020 et 2022. Le 25 juillet 2022, il a été annoncé sur leur site officiel que le groupe se séparerait le 31 mars 2023.
Elles étaient dans la même agence que le groupe i☆ris.
Pour les WUG, les prénoms des personnages ont la même prononciation que les prénoms des actrices, mais les kanji sont différents. Pour les RGR ce sont leurs noms qui sont conservés.
| Personnages     | Personnages     | Voix japonaises  |
| --------------- | --------------- | ---------------- |
| Mayu Shimada    | Mayu Shimada    | Mayu Yoshioka    |
| Yoshino Nanase  | Yoshino Nanase  | Yoshino Aoyama   |
| Minami Katayama | Minami Katayama | Minami Tanaka    |
| Miyu Okamoto    | Miyu Okamoto    | Miyu Takagi      |
| Nanami Hisami   | Nanami Hisami   | Nanami Yamashita |
| Airi Hayashida  | Airi Hayashida  | Airi Eino        |
| Kaya Kikuma     | Kaya Kikuma     | Kaya Okuno       |

| Personnages      | Personnages      | Voix japonaises |
| ---------------- | ---------------- | --------------- |
| Shiho Iwasaki    | Shiho Iwasaki    | Yuka Ōtsubo     |
| Mai Kondo        | Mai Kondo        | Emiri Katō      |
| Megumi Yoshikawa | Megumi Yoshikawa | Minami Tsuda    |
| Nanoka Aizawa    | Nanoka Aizawa    | Kaori Fukuhara  |
| Moka Suzuki      | Moka Suzuki      | Nozomi Yamamoto |
| Rena Suzuki      | Rena Suzuki      | Satomi Akesaka  |
| Tina Kobayakawa  | Tina Kobayakawa  | Kiyono Yasuno   |

| Personnages     | Personnages     | Voix japonaises |
| --------------- | --------------- | --------------- |
| Otome Morishima | Otome Morishima | Yuka Morishima  |
| Ayumi Hayashi   | Ayumi Hayashi   | Koko Hayashi    |
| Itsuka Atsugi   | Itsuka Atsugi   | Nanami Atsugi   |

### Note
1. ↑  La série télévisée d'animation est diffusée sur TV Tokyo le vendredi à 25h23, ce qui correspond techniquement au lendemain à 1h23.